# Стрежеску
Стрежеску (рум. Străjescu) — село у повіті Вранча в Румунії. Входить до складу комуни Гароафа.
Село розташоване на відстані 179 км на північний схід від Бухареста, 15 км на північний схід від Фокшан, 72 км на північний захід від Галаца, 131 км на схід від Брашова.

## Населення
За даними перепису населення 2002 року у селі проживали 267 осіб, усі — румуни. Усі жителі села рідною мовою назвали румунську.